# Баскетбол в Казахстане
Баскетбол в Казахстане малопопулярный вид спорта и уступает по массовости футболу и боксу. Тем не менее в стране существует профессиональный баскетбол.

## История
В Казахстане баскетбол развивается начиная со второй половины 40-х годов XX века. Начиная с 1940 года (мужчины) и 1946 (женщины) команды Казахстана регулярно принимали участие в чемпионатах СССР. Большую роль в становлении казахстанского баскетбола сыграли И. Копилевич, М. Жиенбаев, Ю. Бухвалов.
Начиная с 1972 года команда «Буревестник», затем «Университет» (Алма-Ата) стабильно демонстрировала хорошую игру на чемпионатах СССР среди команд высшей лиги. Дважды, на VI и VIII Спартакиадах Народов СССР они становились четвёртыми. Следует подчеркнуть, что в Спартакиадах помимо команд союзных республик, Москвы и Ленинграда принимали участие команды из других стран.
После независимости в 1992 году Национальная федерация баскетбола Республики Казахстан была принята в ФИБА и в ФИБА Азия.

## Национальные сборные
Мужская сборная Казахстана вошла в состав ФИБА Азия в 1992 году и получила возможность выступать в чемпионате Азии по баскетболу.
Женская сборная была образована в 1993 году, является официальной правопреемницей сборной Казахской ССР.

## Национальная федерация баскетбола РК
НФБРК организует и проводит чемпионаты, первенства, розыгрыши кубков и другие официальные спортивные соревнования, а также международные баскетбольные турниры на территории Республики Казахстан. В обязанности НФБРК входит совершенствование системы подготовки спортсменов высшей квалификации, обеспечение мероприятий по подготовке и участию в международных соревнованиях сборных и клубных команд Казахстана. НФБРК проводит работу по становлению, развитию и координации профессионального, любительского и детско-юношеского баскетбола.

## Чемпионат Казахстана по баскетболу
| Чемпионат Казахстана по баскетболу среди мужчин проводится с 1992 года. В структуре казахстанского мужского баскетбола существуют три профессиональных дивизиона: - Кубок Казахстана - Национальная лига - Высшая лига | Чемпионат Казахстана по баскетболу среди женщин проводится с 1992 года. В структуре казахстанского женского Чемпионата существуют три профессиональных дивизиона: - Кубок Казахстана - Национальная лига - Высшая лига |